# Charles-François Frérot d’Abancourt
Charles-François Frérot d’Abancourt (* 26. Mai 1756 in Soissons; † 17. Januar 1801 in München) war ein französischer Militär und Ingenieurgeograph.

## Leben
Charles-François Frérot d’Abancourt wurde im April 1777 mit der Landesaufnahme der Ebene der auf Korsika gelegenen Gemeinde Aléria und deren Umgebung beauftragt. Nach seiner Rückkehr im November 1777 entwarf er im Rahmen einer Gemeinschaftsarbeit mit dem Geographen Beaurain Karten und Pläne, die zur Illustration der letzten vier Feldzüge Turennes dienen sollten. Im Dezember 1779 wurde er unter die für auswärtige Angelegenheiten betrauten Ingenieurgeographen aufgenommen und im August 1785 auf Befehl König Ludwigs XVI. nach Konstantinopel geschickt, um dort eine Ingenieurschule zu leiten. Er hielt sich bis Februar 1788 im Osmanischen Reich auf, wobei er zur vom Major André-Joseph Lafitte-Clavé geführten französischen Militärmission gehörte. Mit einer wertvollen Sammlung von Plänen und Militärzeichnungen, deren Archiv ihm anvertraut war, kehrte er nach Frankreich zurück. Im Juni 1788 wurde er Supernumerar im Korps der militärischen Ingenieurgeographen und erhielt ein Leutnantspatent im Garnisonsbataillon des königlichen Infanterieregiments.
Nach dem Ausbruch der Französischen Revolution wurde Abancourt im September 1789 Ingenieurgeograph im Verfassungsausschuss der konstituierenden Versammlung und sollte bei der Einteilung Frankreichs in Départements mitwirken. Mit Jean-Louis Dupain-Triel veröffentlichte er das Werk Recherches géographiques sur les hauteurs des plaines du royaume, sur les mers et leurs côtés … (Paris, 1791). Nach dem Ende der Tätigkeit der Konstituante (September 1791) übernahm er die Führung der graphischen Abteilung des Katasters. Ab Juni 1794 fungierte er auf Anordnung des Wohlfahrtsausschusses als Direktor der neugegründeten Agence des cartes der Kommission für öffentliche Arbeiten, deren unrealistisches Ziel die Sammlung aller in ganz Frankreich vorhandenen geographischen Unterlagen in einem Zentralarchiv war. Zweieinhalb Monate später erfolgte die Eingliederung der Agence des cartes in das Dépôt de la Guerre, dessen stellvertretender Direktor Abancourt im November 1795 wurde.
Im Juli 1796 erhielt Abancourt das Patent eines Capitaine der Infanterie und trat in den Generalstab bei der ersten Militärdivision ein. Im Juni 1797 übernahm er erneut das Amt eines stellvertretenden Direktors des Dépôt de la Guerre und hatte dabei die Aufsicht über dessen topographische Abteilung inne. Zum Adjudant-général wurde er im Mai 1798, anschließend im März 1799 in den Generalstab der Donauarmee berufen und zum Chef von deren topographischem Büro ernannt. Später wechselte er zur Rheinarmee. In den letztgenannten Stellungen fertigte er eine geschätzte Generalkarte der Schweiz und eine Karte von Bayern an. Letztere war kaum vollendet, als Abancourt Anfang 1801 im Alter von nur 44 Jahren in München starb.